# Harri Larva

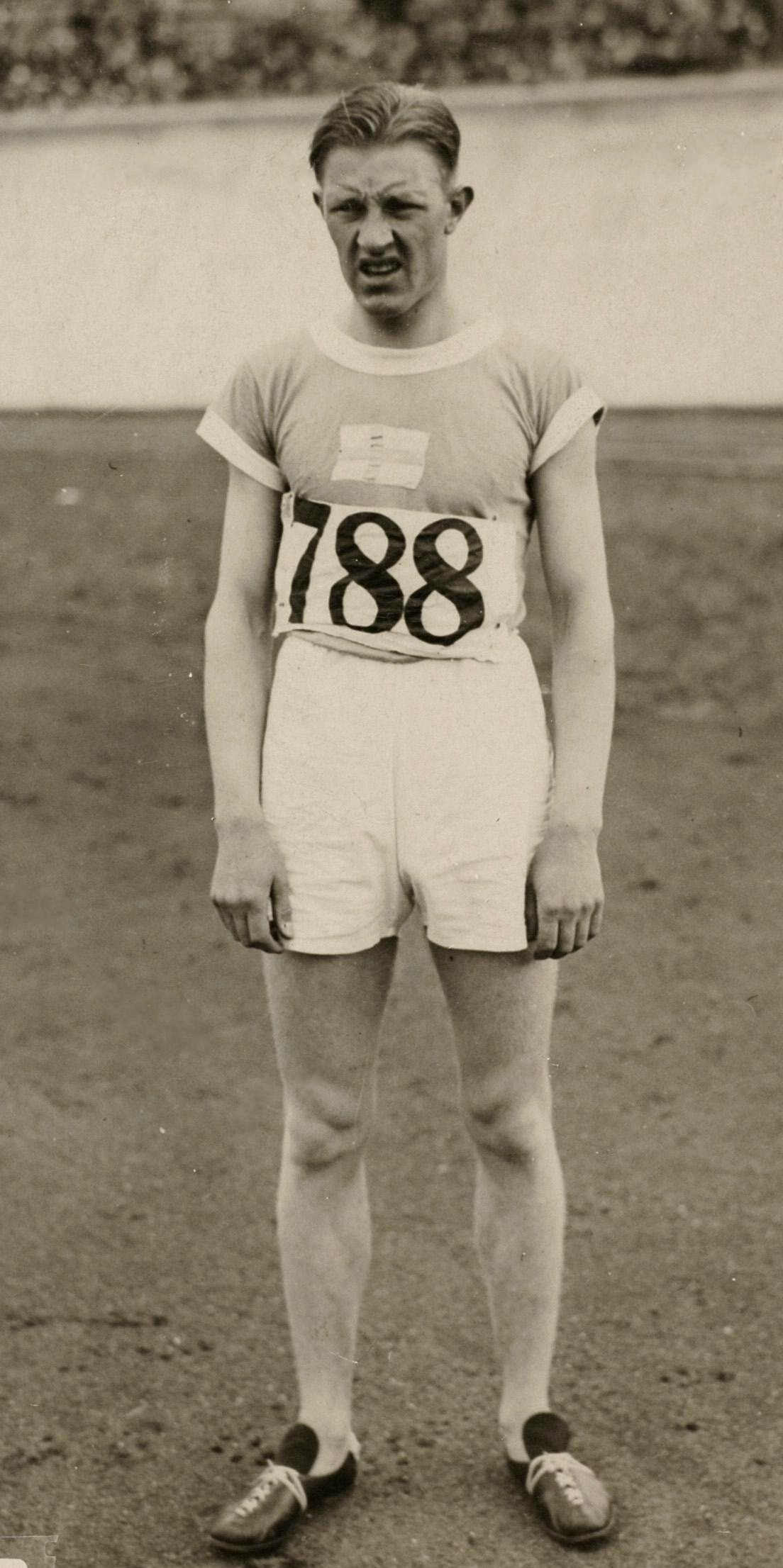
Harri Larva, 1928

Harri Larva (eigentlich: Harry Edvin Lagerström; * 9. September 1906 in Turku; † 15. November 1980 ebenda) war ein finnischer Mittelstreckenläufer und Olympiasieger.
Bereits 1927 gewann er die Bronzemedaille bei den finnischen Meisterschaften über 1500 Meter. 1928 wurde Larva von dem Nationalisten Urho Kaleva Kekkonen, dem Präsidenten des finnischen Leichtathletikverbandes und späteren Staatspräsidenten Finnlands dazu gedrängt, seinen originalen Nachnamen Lagerström in Larva ändern zu lassen, da sich dieser nicht finnisch anhörte. Die Änderung von schwedischen Nachnamen ins Finnische war damals aber üblich.
Bei den Olympischen Spielen 1928 in Amsterdam gewann er die Goldmedaille über 1500 Meter vor dem Franzosen Jules Ladoumègue und dem Finnen Eino Purje. Bei den Olympischen Spielen 1932 in Los Angeles nahm er ebenfalls in dieser Disziplin teil und wurde Neunter.
Das Jahr 1928 war sein sportlich wohl bestes Jahr, obwohl er in den Jahren 1928 bis 1930 und 1934 finnischer Meister im 800-Meter-Lauf wurde.